# 尖膀胱螺
尖膀胱螺（学名：Physella acuta），又名囊螺，俗稱水蝸牛，屬膀胱螺科膀胱螺属，是一種細小的淡水螺，能在空氣呼吸。

## 形態

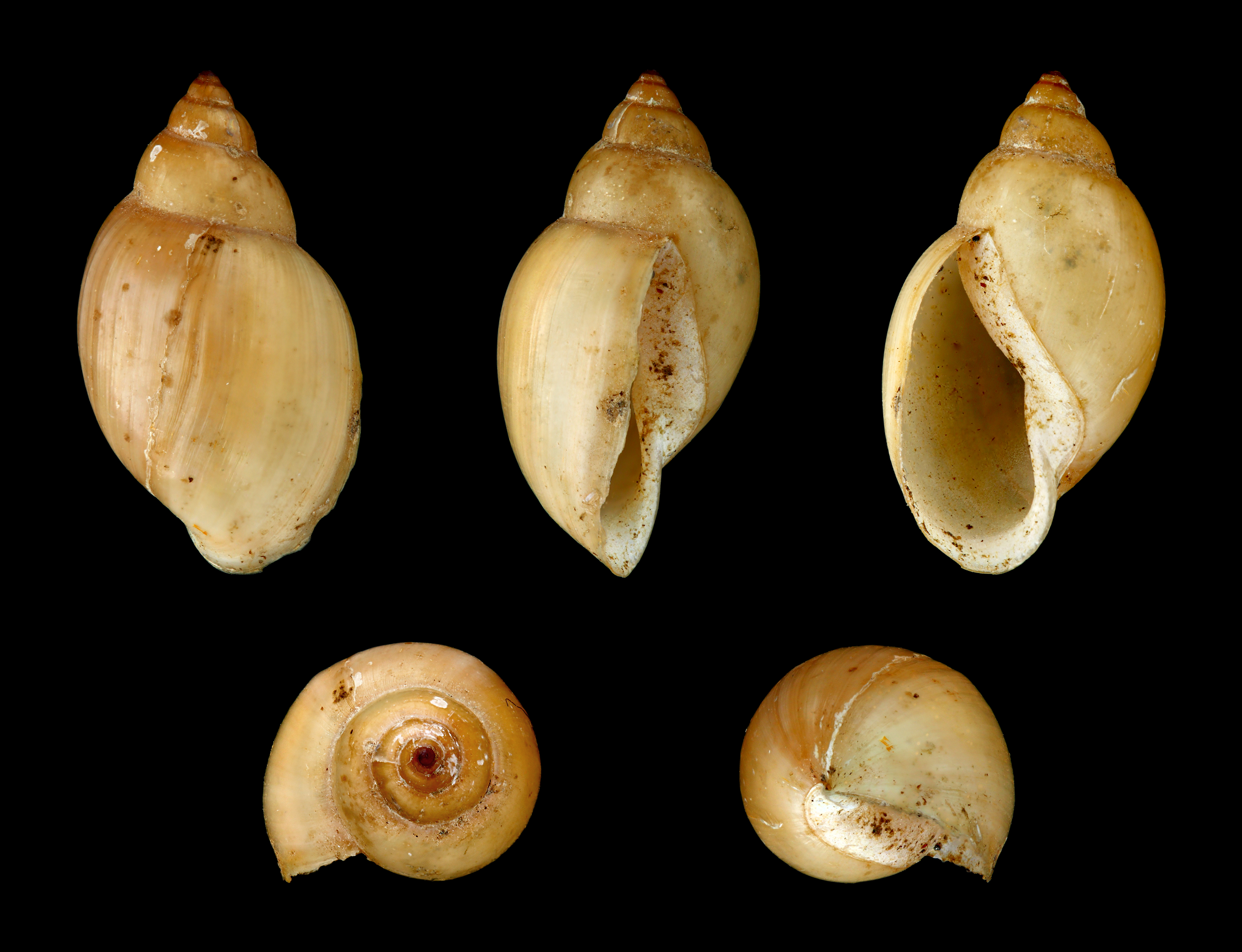
尖膀胱螺的殼

與其他同屬膀胱螺科物種一樣，本物種的殼是左捲的。所謂左捲的意思，就是指當我們把殼口朝向自己、螺旋的尖向上時，殼口會在左手方向。
膀胱螺属物種的殼口一般比較長和大，沒有厣。殼薄身，表面平滑有光澤，略帶透明。
而本物種的殼高約10mm左右，殼徑約，殼形成紡錘形。

## 分佈
分布于韩国、台湾、黑龙江、内蒙古、广东、香港等地，常栖息在静水域中，如小河、小溪、沟渠、水田、池塘等。在歐洲及北美洲亦有其踪影。

## 延伸閱讀
- 喜溼螺類支序 Hygrophila[1]
- Naranjo-García E. & Appleton C. C. (2009). "The architecture of the physid musculature of Physa acuta Draparnaud, 1805 (Gastropoda: Physidae)". African Invertebrates 50(1): 1-11. Abstract

## 外部連結
- Physa acuta （页面存档备份，存于） at Animalbase taxonomy,short description, distribution, biology,status (threats), images
- https://web.archive.org/web/20071007012447/http://www.aquarium-kosmos.de/inhalt/50/blasenschnecken-physella-acuta
- PAN Pesticides Database - Chemical Toxicity Studies on Physella acuta （页面存档备份，存于）

1. ↑  . 香港自然生態論壇. 2015-02-15  [2015-04-30]. （原始内容存档于2015-07-04） （中文（繁體））.